# Кеж-Недзьведзі
Кеж-Недзьведзі (пол. Kierz Niedźwiedzi) — село в Польщі, у гміні Скаржисько-Косьцельне Скаржиського повіту Свентокшиського воєводства.
Населення — 748 осіб (2011).
У 1975—1998 роках село належало до Радомського воєводства.

## Демографія
Демографічна структура на день 31 березня 2011 року:
|          | Загалом | Допрацездатний вік | Працездатний вік | Постпрацездатний вік |
| -------- | ------- | ------------------ | ---------------- | -------------------- |
| Чоловіки | 369     | 72                 | 264              | 33                   |
| Жінки    | 379     | 87                 | 213              | 79                   |
| Разом    | 748     | 159                | 477              | 112                  |